# ناصرية (زحلة)
ناصرية أو ناصرية رزق أو الناصرية هي إحدى القرى اللبنانية من قرى قضاء زحلة في محافظة البقاع.